# Möllenbeck (bij Neustrelitz)
Möllenbeck is een gemeente in de Duitse deelstaat Mecklenburg-Voor-Pommeren, en maakt deel uit van het Landkreis Mecklenburgische Seenplatte.

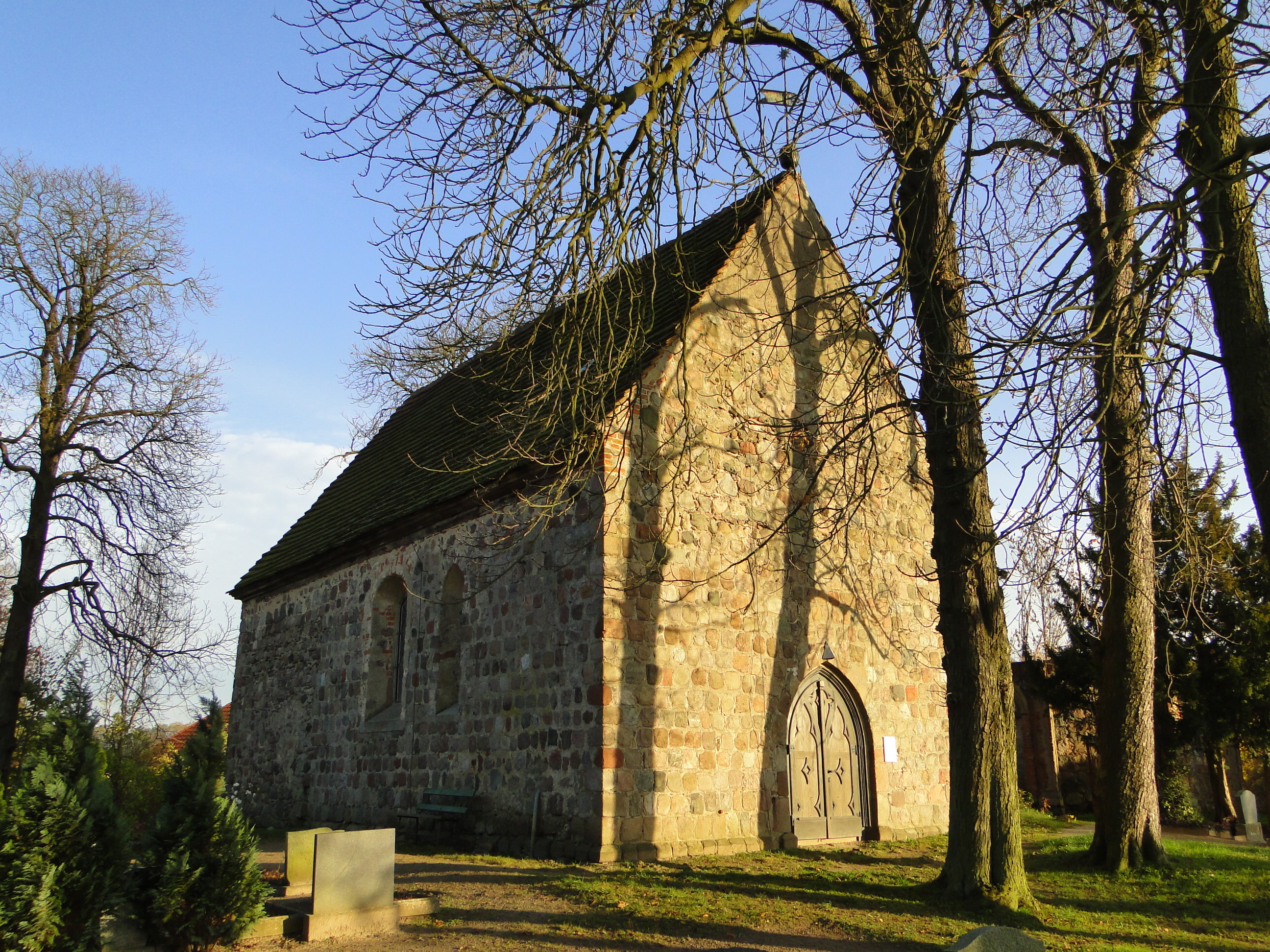
kerk van Möllenbeck

Möllenbeck telt 721 inwoners.
Alt Schwerin ·
Altenhagen ·
Altenhof ·
Altentreptow ·
Ankershagen ·
Bartow ·
Basedow ·
Beggerow ·
Beseritz ·
Blankenhof ·
Blankensee ·
Blumenholz ·
Bollewick ·
Borrentin ·
Bredenfelde ·
Breesen ·
Breest ·
Briggow ·
Brunn ·
Buchholz ·
Burg Stargard ·
Burow ·
Bütow ·
Carpin ·
Cölpin ·
Dargun ·
Datzetal ·
Demmin ·
Faulenrost ·
Feldberger Seenlandschaft ·
Fincken ·
Friedland ·
Fünfseen ·
Galenbeck ·
Genzkow ·
Gielow ·
Gnevkow ·
Godendorf ·
Golchen ·
Gotthun ·
Grabow-Below ·
Grabowhöfe ·
Grammentin ·
Grapzow ·
Grischow ·
Groß Kelle ·
Groß Miltzow ·
Groß Nemerow ·
Groß Plasten ·
Groß Teetzleben ·
Grünow ·
Göhren-Lebbin ·
Gültz ·
Gülzow ·
Hohen Wangelin ·
Hohenbollentin ·
Hohenmocker ·
Hohenzieritz ·
Holldorf ·
Ivenack ·
Jabel ·
Jürgenstorf ·
Kargow ·
Kentzlin ·
Kieve ·
Kittendorf ·
Klein Vielen ·
Kletzin ·
Klink ·
Klocksin ·
Knorrendorf ·
Kratzeburg ·
Kriesow ·
Kublank ·
Kuckssee ·
Kummerow ·
Leizen ·
Lindenberg ·
Lindetal ·
Ludorf ·
Lärz ·
Malchin ·
Malchow ·
Massow ·
Meesiger ·
Melz ·
Mirow ·
Moltzow ·
Möllenbeck ·
Möllenhagen ·
Mölln ·
Neddemin ·
Neetzka ·
Neubrandenburg ·
Neuenkirchen ·
Neukalen ·
Neustrelitz ·
Neverin ·
Nossendorf ·
Nossentiner Hütte ·
Peenehagen ·
Penkow ·
Penzlin ·
Petersdorf ·
Pragsdorf ·
Priborn ·
Priepert ·
Pripsleben ·
Rechlin ·
Ritzerow ·
Rosenow ·
Röbel/Müritz ·
Röckwitz ·
Sarow ·
Schloen-Dratow ·
Schwarz ·
Schönbeck ·
Schönfeld ·
Schönhausen ·
Siedenbollentin ·
Siedenbrünzow ·
Sietow ·
Silz ·
Sommersdorf ·
Sponholz ·
Staven ·
Stavenhagen ·
Stuer ·
Torgelow am See ·
Trollenhagen ·
Tützpatz ·
Userin ·
Utzedel ·
Varchentin ·
Verchen ·
Vipperow ·
Voigtsdorf ·
Vollrathsruhe ·
Walow ·
Waren (Müritz) ·
Warrenzin ·
Werder ·
Wesenberg ·
Wildberg ·
Woggersin ·
Wokuhl-Dabelow ·
Wolde ·
Woldegk ·
Wredenhagen ·
Wulkenzin ·
Wustrow ·
Zepkow ·
Zettemin ·
Zirzow ·
Zislow